# Can Bellvespre
Can Bellvespre és una masia de la Vall de Bianya (Garrotxa) inclosa a l'Inventari del Patrimoni Arquitectònic de Catalunya.

## Descripció
És una masia situada a poca distància de l'antiga masia de Socarrats. És de planta basilical, tipologia poc corrent en aquestes contrades. Disposa de baixos amb àmplia porta dovellada situada al centre de la façana, pis superior amb una bonica finestra central feta de carreus molt ben tallats, i golfes, ventilades gràcies a tres arcades de mig punt. Al costat de ponent hi ha una doble galeria porxada de cinc arcs de punt rodó a cada nivell. Actualment està emblanquinada.

## Història
Segons Josep Murlà: "Bellvespre, ja retornats al camí, és de l'estil modernista constructiu del nostre segle va deixar com a petja a la vall, qui sap si influenciat per la presència de l'arquitecte Rafael Masó i Valentí en les reformes portades a terme a la riba i a la parròquia de Sant Salvador de Bianya".